# 小笠原照羽
小笠原 照羽（おがさわら てるのぶ、正徳5年（1715年） - 天明6年（1786年）12月7日）は、江戸時代中期の旗本。通称は源蔵、友右衛門。実父は御家人・長沼貞政。子に小笠原則普らがいる。家禄は70俵。
享保12年（1727年）12月25日、御家人・小笠原高包の養子となる。延享元年（1744年）5月3日家督を相続し、同3年（1746年）2月6日天守番、寛延3年（1750年）12月26日支配勘定に転じ、宝暦8年（1758年）11月18日勘定に進み、お目見え以上（旗本）となる。同12年（1762年）7月18日、大阪に於いて蔵奉行の添役として監査にあたる。美濃国、伊勢国に赴き河川普請に従事したことについて、明和3年（1766年）に時服2領、黄金2枚を賜る。同年11月26日越後国水原代官所の代官となり、天明6年（1786年）に没した。法名は日定。墓所は牛込の妙照寺。